# Zuidhavenpoort

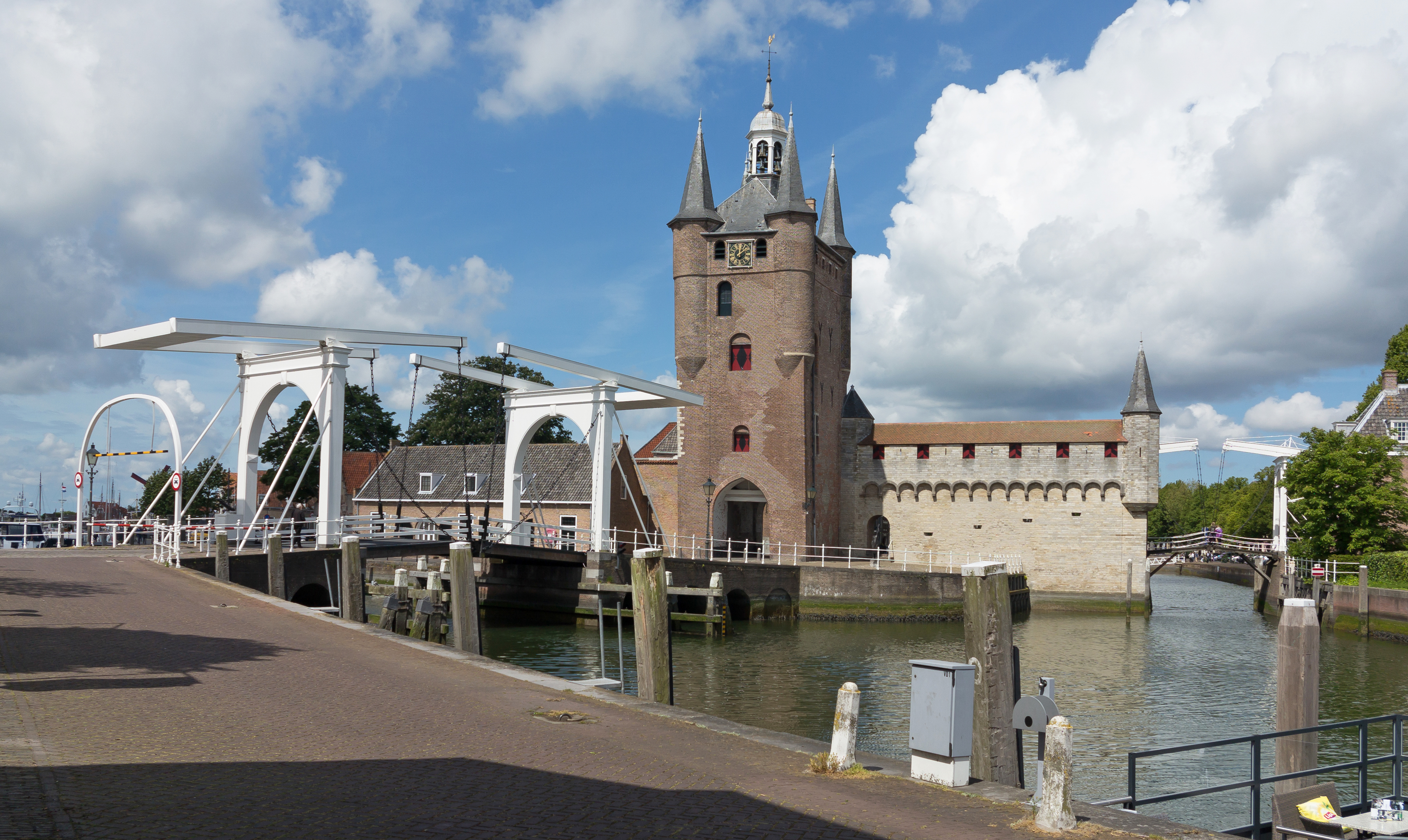
Zuidhavenpoort

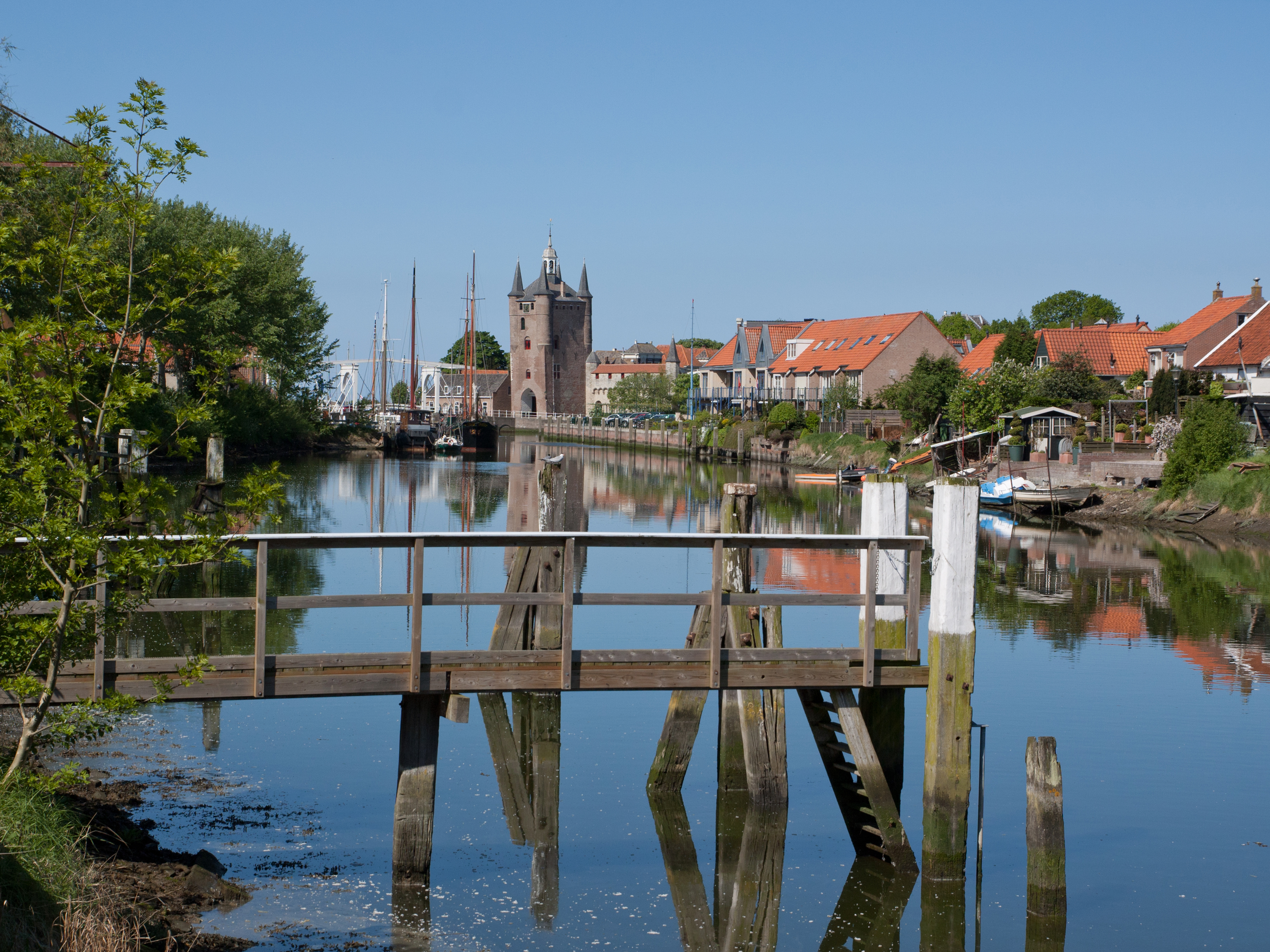

De Zuidhavenpoort is een van de drie stadspoorten van de stad Zierikzee, in de Nederlandse provincie Zeeland. De Zuidhavenpoort staat bij de ingang van de oude stadshaven naast de Noordhavenpoort.
De poort werd in de 15e eeuw gebouwd. Het bakstenen poortgebouw heeft vier hoektorens. Het koepeltorentje is in 1858 vernieuwd. Hierin opgehangen is het oudste carillon van Nederland (1554), uit het oude stadhuis. Bij de poort staat Beproefd maar niet gebroken (1970), het watersnoodmonument van Ad Braat.